# راي ساندرز (مغني)
راي ساندرز (بالإنجليزية: Ray Sanders)‏ هو مغني وكاتب أغاني أمريكي، ولد في 1 أكتوبر 1935 في Saint Johns, Kentucky ‏ في الولايات المتحدة.

## وصلات خارجية
- الموقع الرسمي